# Žireč (železniční zastávka)
Žireč je železniční zastávka nacházející se jižně od vesnice Žireč, která je částí města Dvůr Králové nad Labem v okrese Trutnov. Zastávka leží v km 50,441 neelektrizované jednokolejné trati Pardubice–Liberec mezi stanicemi Jaroměř a Dvůr Králové nad Labem.

## Historie

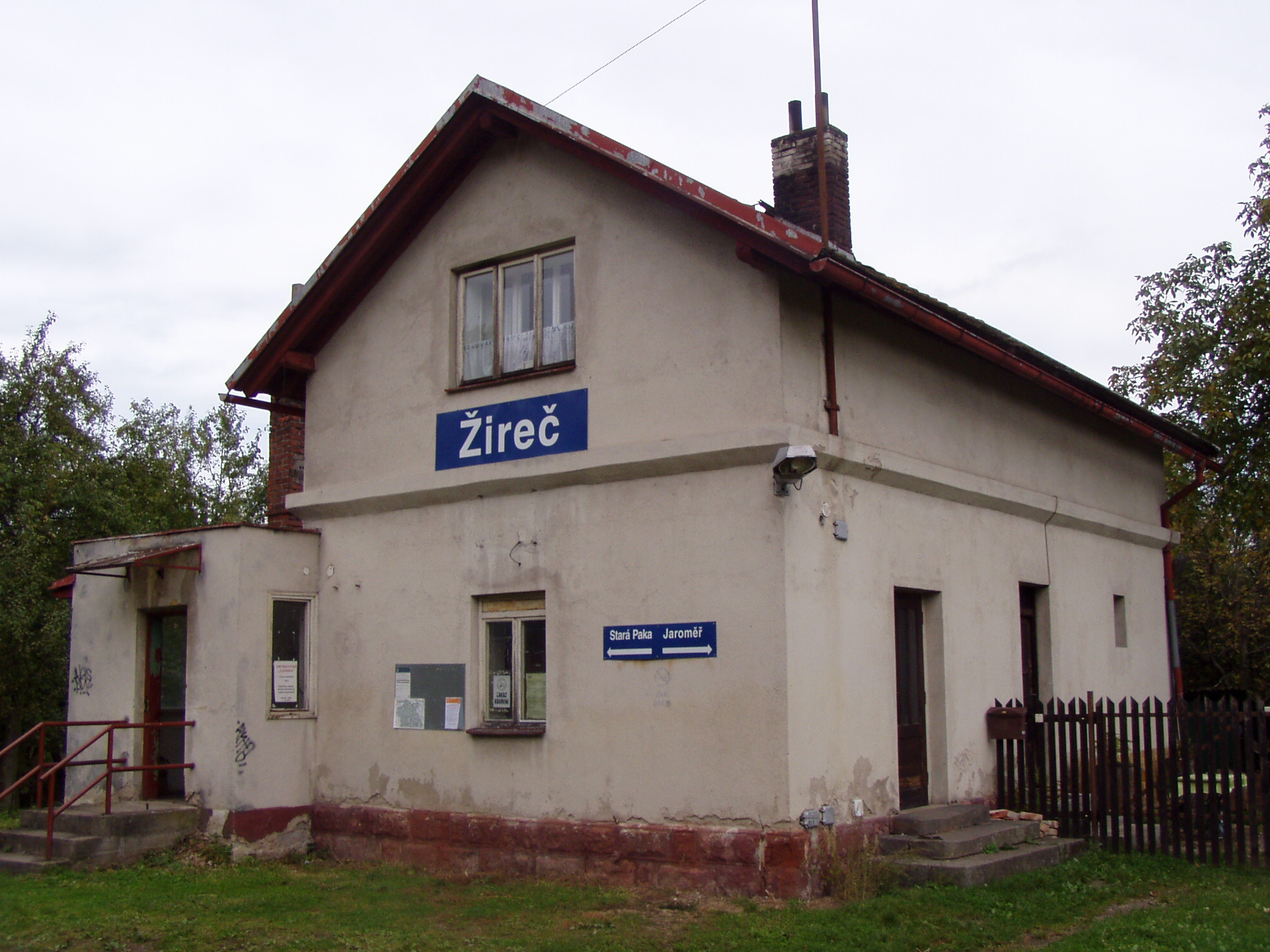
Původní budova zastávky

Trať procházející zastávkou byla zprovozněna již 1. června 1858 (úsek z Jaroměře do Horek u Staré Paky), ale zastávka s tehdejším německým názvem Schurz byla otevřena až 1. června 1888.
V roce 1919 byl zaveden český název Žírec, od roku 1923 se pak používá pojmenování Žireč. Výjimkou byla pouze léta 1938 až 1945, kdy se nakrátko navrátilo německé označení Schurz.
V letech 2015 a 2016 probíhala stavba „DOZ Jaroměř (mimo) – Stará Paka (mimo)“, v jejím rámci byla v zastávce Žireč postaveno nové nástupiště.
Nádražní budova, která byla otevřena současně se zastávkou v roce 1888, byla jako nepotřebná v roce 2019 zbourána.

## Popis zastávky

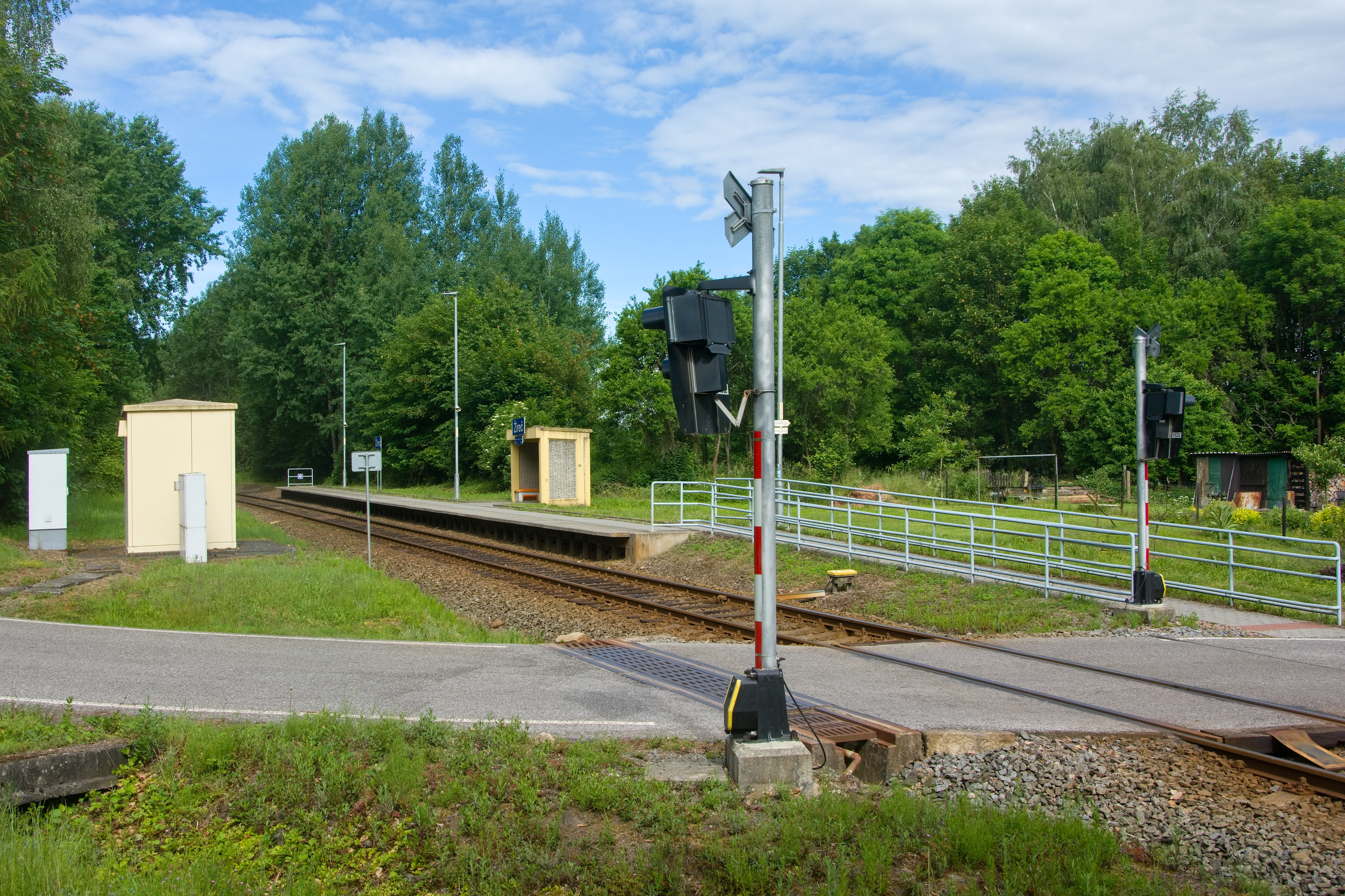
Celkový pohled na zastávku a přejezd v roce 2024

Po modernizaci provedné v letech 2015/2016 je v zastávce u traťové koleje vnější jednostranné nástupiště o délce 60 m s nástupní hranou ve výšce 550 mm nad temenem kolejnice. Přístup k zastávce je úrovňový z příjezdové komunikace. Po zbourání někdejší budovy zastávky je cestujícím k dispozici přístřešek. Od roku 2016 je zastávka vybavena akustickým informačním systémem INISS (ovládán ze Staré Paky), pomocí kterého jsou cestující informováni o jízdách vlaků.
U zastávky se v km 50,415 nachází přejezd P5232, který je zabezpečený světelným přejezdovým zabezpečovacím zařízením bez závor. Jedná se o křížení se silnicí č. 2854 mezi Žirčí a obcí Hřibojedy.